# Communistes hébreux
Cet article concerne un parti politique disparu, pour l'expression politique voir Judéo-bolchévisme.
Les Communistes hébreux (hébreu : קומוניסטים עברים, Komunistim Ivrim) étaient un parti politique éphémère de la Palestine mandataire et d'Israël.

## Histoire
Les Communistes hébreux furent à l'origine fondés en 1945 par d'anciens membres du Parti communiste de Palestine (PCP), qui avait éclaté en 1943.
Le parti opéra jusqu'à la Déclaration d'indépendance d'Israël en 1948, année durant laquelle il fusionna avec la Ligue de libération nationale et le Makei afin de former le Maki.
Le parti fut ressuscité lors de la première Knesset en 1949 lorsque plusieurs dirigeants du Maki (comprenant entre autres Eliezer Preminger, membre de la Knesset) furent écartés peu après les élections. Plutôt que de laisser vacant son siège pour un autre membre du Maki, Eliezer Preminger resta à la Knesset et reforma les Communistes hébreux le 8 juin 1949.
Le parti cessa d'exister pour la seconde fois le 15 août 1949 lorsqu'Eliezer Preminger rejoignit le Mapam.